# Carsten Paul
Carsten Paul (* 15. Februar 1966 in Salmünster) ist ein deutscher Jurist. Er war ab dem 24. Juni 2016 Richter am Bundesgerichtshof und ist seit dem 1. Februar 2025 Präsident des Landgerichts Frankfurt am Main.

## Leben und Wirken
Paul war nach Abschluss seiner juristischen Ausbildung zunächst knapp ein Jahr als wissenschaftlicher Mitarbeiter an der Justus-Liebig-Universität Gießen tätig. 1998 trat er in den Justizdienst des Landes Hessen ein und war dem Amtsgericht Kassel zugewiesen. 2001 wurde er zum Richter am Amtsgericht ernannt. 2004 bis Januar 2007 war er als wissenschaftlicher Mitarbeiter an den Bundesgerichtshof, anschließend bis Mitte Juni 2007 an das hessische Ministerium der Justiz abgeordnet. 2007 erfolgte seine Ernennung zum Vorsitzenden Richter am Landgericht Marburg, 2014 zum Vizepräsidenten dieses Gerichts. Paul ist promoviert.
Das Präsidium des Bundesgerichtshofs wies Paul zunächst dem neben allgemeinen Revisionssachen insbesondere für Revisionen in Verkehrsstrafsachen sowie Entscheidungen über die internationale Rechtshilfe in Strafsachen zuständigen 4. Strafsenat zu und übertrug ihm die Aufgabe des Ermittlungsrichters.